# Ophelosia viridithorax
Ophelosia viridithorax är en stekelart som beskrevs av Girault 1916. Ophelosia viridithorax ingår i släktet Ophelosia och familjen puppglanssteklar. Inga underarter finns listade i Catalogue of Life.